# Mus shortridgei
Mus shortridgei är en däggdjursart som först beskrevs av Thomas 1914. Mus shortridgei ingår i släktet Mus och familjen råttdjur. Internationella naturvårdsunionen kategoriserar arten globalt som livskraftig. Inga underarter finns listade i Catalogue of Life.
Arten förekommer med flera från varandra skilda populationer i Sydostasien i Kambodja, Myanmar, Thailand och Vietnam. Habitatet utgörs av mera torra skogar med en undervegetation av gräs eller bambu.